# Manvi
Manvi là một thị xã của quận Raichur thuộc bang Karnataka, Ấn Độ.

## Địa lý
Manvi có vị trí 15°59′B 77°03′Đ / 15,98°B 77,05°Đ Nó có độ cao trung bình là 362 mét (1187 feet).

## Nhân khẩu
Theo điều tra dân số năm 2001 của Ấn Độ, Manvi có dân số 37.555 người. Phái nam chiếm 51% tổng số dân và phái nữ chiếm 49%. Manvi có tỷ lệ 47% biết đọc biết viết, thấp hơn tỷ lệ trung bình toàn quốc là 59,5%: tỷ lệ cho phái nam là 55%, và tỷ lệ cho phái nữ là 39%. Tại Manvi, 17% dân số nhỏ hơn 6 tuổi.